# Stigmaeopsis tenuinidus
Stigmaeopsis tenuinidus är en spindeldjursart som först beskrevs av Zhang 2000.  Stigmaeopsis tenuinidus ingår i släktet Stigmaeopsis och familjen Tetranychidae. Inga underarter finns listade i Catalogue of Life.